# بخش ساران (هند)
بخش ساران (به انگلیسی: Saran district) یک منطقهٔ مسکونی در هند است که در بخش ساران واقع شده‌است. بخش ساران ۲٬۶۴۱ کیلومتر مربع مساحت و ۳٬۹۵۱٬۸۶۲ نفر جمعیت دارد.